# Pola Kinski
Pola Kinski, pseudonimo di Pola Nakszyński (Berlino, 23 marzo 1952), è un'attrice tedesca.

## Biografia
Figlia dell'attore Klaus Kinski e della sua prima moglie, la cantante Gislinde Kühlbeck, Pola è la sorellastra di Nastassja, figlia di Kinski con Brigitte Ruth Tocki, e Nikolai Kinski nato da Kinski e Minhoi Geneviève Loanic. 
Dopo il divorzio dei suoi genitori nel 1955, Pola comunque trascorse la sua infanzia frequentandoli entrambi.
A partire dal 1970 inizia gli studi di recitazione presso la Otto-Falckenberg-Schule di Monaco. Oltre ai ruoli interpretati nei primi film, si è esibita anche nei teatri Schauspielhaus Bochum e al Deutsches Schauspielhaus di Amburgo. Nel 1970 ha lavorato con Peter Zadek e il regista Ivan Nagel. Dal 1977 in poi ha lavorato come attrice freelance e ha vissuto tra Berlino e Parigi. Inoltre è comparsa in diversi film per la televisione.
Residente con il marito, l'avvocato Wolfgang Hoepner, nella città di Ludwigshafen, ha avuto tre figli, tra cui Janina nata nel 1978 e Valentin nato nel 1986. 
Nel gennaio 2013 in un'intervista rivela di essere stata violentata regolarmente dal padre da quando lei aveva 5 anni fino ai 19. Sulla sua storia ha scritto un libro, intitolato Kindermund, in italiano L'amore di papà.

## Filmografia

### Cinema
- Zwischengleis (1978)
- Ohne Rückfahrkarte (1980)
- Sonntagskinder (1980)
- Wir werden uns wiederseh'n (2007)

### Televisione
- Das Ende der Beherrschung (1977)
- Fehlschuß (1977)
- Don Quichottes Kinder (1981)
- Das Dorf (1983)
- Un caso per due (Ein Fall für Zwei: Fluchtgeld) (1985)
- Wanderungen durch die Mark Brandenburg (1986)
- Komplizinnen (1987)
- Bella Block: Bitterer Verdacht (2001)
- Tatort: Hundeleben (2004)